# هجوم الفيروس
هجوم الفيروس (بالإيطالية: Virus Attack) هو مسلسل رسوم متحركة إيطالي من إنتاج موندو تي في.

## القصة
تتعرض الأرض للهجوم من قبل جيش فيروسات من الفضاء. بمساعدة الدكتور إدوارد أمالدي، خمسة شبان يسخرون قوة خارقة لمقاومة الفيروسات وحماية الأرض.

## وصلات خارجية
- هجوم الفيروس على موقع IMDb (الإنجليزية)
- هجوم الفيروس على موقع كينوبويسك (الروسية)
- هجوم الفيروس على موقع قاعدة بيانات الفيلم (الإنجليزية)